# Szantung (półwysep)
Szantung (chiń. upr. 山东半岛; chiń. trad. 山東半島; pinyin Shāndōng Bàndǎo) – półwysep w północno-wschodnich Chinach, w prowincji Szantung. Położony pomiędzy Zatoką Pohaj a Morzem Żółtym. 
Powierzchnia ok. 29 tys. km², długość ok. 300 km, szerokość u nasady ok. 120 km. Półwysep zbudowany ze skał granitowych i metamorficznych, częściowo pokryty cienką warstwą osadów z epoki holocenu. Ukształtowanie powierzchni nizinno-pagórkowate, w południowo-zachodniej części masyw górski Lao Shan z kulminacją o wysokości 1158 m. Linia brzegowa dobrze rozwinięta, wybrzeża przeważnie strome, skaliste. Klimat umiarkowany ciepły, monsunowy, ze średnimi temperaturami rocznymi 11-14 °C, i opadami 550-950 mm.
Jest to gęsto zaludniony region rolniczy, uprawy pszenicy, gaoliangu, orzeszków ziemnych i owoców, także hodowla jedwabników. Na wybrzeżu rozwinięte rybołówstwo. Wydobycie węgla kamiennego i ropy naftowej, obficie występują rudy żelaza, magnezytu i złota, także boksyty i talk, odzyskuje się także sól z wody morskiej. Główne miasta: Qingdao, Yantai i Weihai. Miejscowy dialekt języka mandaryńskiego jest znany jako Jiao Liao, używany jest również na półwyspie Liaotung.